# Jules Saliège
Jules-Géraud Saliège (Crouzit Haut, Mauriac, 24 de febrer de 1870 - Dupuy, Tolosa de Llenguadoc, 5 de novembre de 1956) va ser un eclesiàstic francès, creat cardenal per Pius XII. És conegut per la seva postura durant l'Ocupació, on va denunciar les deportacions dels jueus, el STO i les atrocitats nazis. Sense haver-se unit mai a la pròpia Resistència, va ser reconegut com a company de l'Alliberament pel general de Gaulle. Va rebre la distinció de Just entre les nacions.

## Biografia

### Arquebisbe de Tolosa
Després de graduar-se a Pleaux i després al seminari d'Issy-les-Moulineaux, va ser ordenat sacerdot el 21 de setembre de 1895, exercí de professor del seminari menor de Pleaux, i posteriorment superior del seminari major de Saint-Flour des de 1903 i fins a 1907, quan va ser nomenat rector. Va ser nomenat canonge honorífic de la catedral de Saint-Flour el 14 de setembre de 1905. Durant la I Guerra Mundial serví com a capellà militar. Intoxicat pels gasos, va ser desmobilitzat el 1917, sent després capellà infermer al seminari menor de Saint-Gildas.
Després de la guerra, va ser nomenat bisbe de Gap el 29 d'octubre de 1925 pel Papa Pius XI, sent consagrat el 6 de gener de 1926 per Paul-Augustin Lecœur. El 17 de desembre de 1928 va ser nomenat arquebisbe de Tolosa.
Venint després d'uns prelats estil aristocràtic, afectat per una malaltia (paràlisi de la medul·la oblonga) que dificultà en gran manera la parla després de seu atac cerebrovascular en 1932, va sorprendre pel seu caràcter i mètodes a part del seu seguici, però permeté el desenvolupament de l'acció catòlica. Segons l'historiador Germán Sicard, Jules Saliège va ser «perseguit per la cristianització [...], la disminució de la moral, la recerca del plaer i la vida fàcil». Va ser triat mantenidor de l'Acadèmia dels Jocs Florals de 1932. Hi ha informes de protocol correcta amb el municipi socialista de Tolosa, però mai no s'involucrà gaire políticament abans de la guerra, tot i que es mostrà hostil als totalitarismes condemnats per Roma (el comunisme i el nazisme).

### Del suport a Pétain a la condemna de la deportació
Condemnà l'antisemitisme des de molt aviat. Des del 12 d'abril de 1933, poc després de l'arribada al gener de Hitler a la cancelleria alemanya, parla en una reunió al teatre Capitol en defensa dels iueus amenaçats per l'ascens del nazisme: «No només, digué sento els cops assestats sobre dels perseguits, però les meves emocions són tant més doloroses que es malentenen, no com una confís ideal, una idea abstracta i freda, però aquesta vida, personal, la respiració de la qual ha passat i porta tota la història d'Israel: el Senyor, al que jo anomeno Déu bo, el Just per excel·lència. […] Com vull que no se senti obligat a Israel com la branca del tronc que ha portat [...]»
Com a superior de l'Institut Catòlic recolzà les iniciatives d'assistència als refugiats espanyols de Bruno de Solages. Està informat de l'evolució a Alemanya del pare René de Naurois.
El 1936 la seva malaltia va començar a dificultar-lo greument per parlar en públic. Al juny de 1937 aparegué per primera vegada, a la Semaine catholique de Tolosa, un breu article anònim titulat "Menus propos". Molt aviat, se sabé que Monsenyor Saliège n'era l'autor. Escrits de manera elegant i incisiva, aquests "Menus propos" es publicarien setmanalment durant deu anys i s'adreçarien amb una extraordinària llibertat de to i els temes més variats de les notícies. Posteriorment, el 1947, serien publicats novament en set quaderns temàtics
El 19 de febrer de 1939, al costat del seu amic Bruno de Solages, rector de l'Institut Catòlic de Tolosa, fermament recordà que l'Església condemna el racisme, error que el Papa Pius XI va mostrar el 1937 a l'encíclica Mit brennender Sorge que és fonamentalment contrari als ensenyaments de l'Evangeli.
La regió de Tolosa era un centre important dels refugiats durant l'èxode de 1940 (Leon Blum va ser detingut). L'Església contribuí a l'esforç de recepció dels civils i l'arquebisbe rebbé el 1940 el Mariscal Pétain a Tolosa, afirmant el seu respecte pel règim de Vichy, a diferència de monsenyor de Solages que no va dubtar a proclamar en 1940 que preferia una França victoriós, fins i tot liderada per Leon Blum i els maçons, a una França vençuda governada pel mariscal Petain.
Des de març de 1941, monsenyor Saliège actuà per ajudar materialment els presos (majoritàriament estrangers) dels camps de Noé i Récébédou.
Vist a Londres com un dels arquebisbes que s'oposaven als alemanys i a la col·laboració, va rebre els emissaris gaullistes (incloent a Michel Debré) i una carta del general de Gaulle qui li demanava, com a altres prelats, mostrant un gest de desalianement de l'Església sobre les autoritats de la França col·laboracionista. A mitjans d'agost de 1942, el Pare de Lubac, l'abat Glasberg i el pare Pierre Chaillet van fer trobar-se amb l'advocat i resistent Charles Lederman, llavors en el si de la Unió de Jueus per la resistència i l'ajuda mútua (UJRE) que el convenceren l'existència dels camps i de l'extermini dels jueus. En el moment de l'ocupació de la zona sud, el nunci recomanà als bisbes de la zona sud que no acceptessin la persecució antisemita.

### Una condemna inequívoca de la persecució antisemita
El 23 d'agost de 1942, Jules Saliège ordenà la lectura, en totes les parròquies de la seva diocesi, d'una carta pastoral titulada "Et clamor Jerusalem ascendit". 

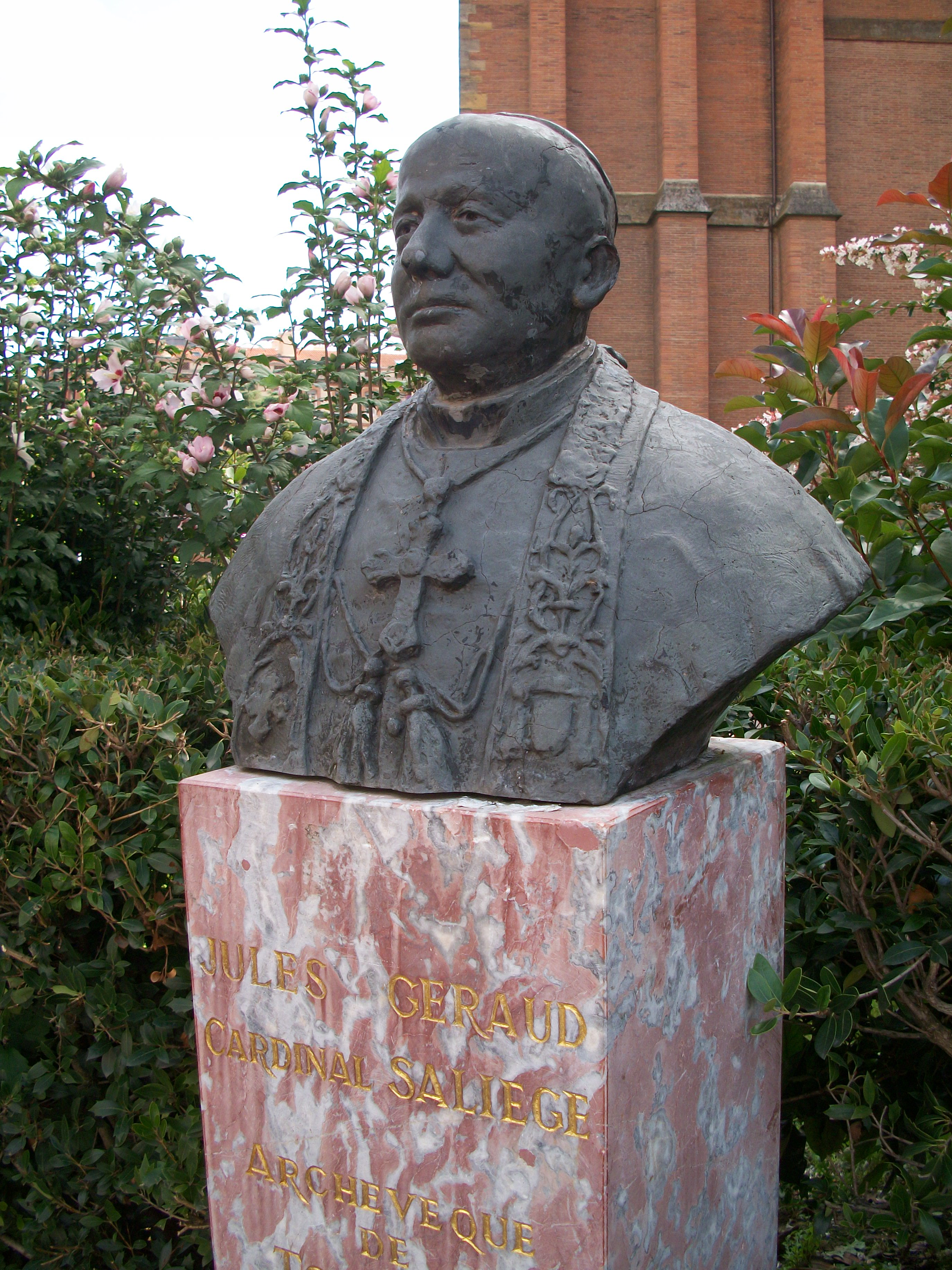
Monument al cardenal Jules Saliège, al costat de la catedral. El monument cita la seva famosa carta.

| « | CARTA DEL MONSIGNEUR L'ARQUEBISBE DE TOLOSA SOBRE LA PERSONA HUMANA Els meus estimats germans, Hi ha una moral cristiana, hi ha una moral humana que imposa deures i reconeix drets. Aquests deures i drets pertanyen a la naturalesa de l'home. Procedeixen de Déu. Podem violar-los. No està en poder de cap mortal suprimir-los. Que els nens, les dones, els homes, els pares i les mares siguin tractats com un ramat maligne, que els membres de la mateixa família estiguin separats entre ells i embarcats cap a un destí desconegut, ha estat reservar al nostre temps veure aquest trist espectacle. Per què el dret d'asil a les nostres esglésies ja no està disponible? Per què som els perdedors? Senyor, teniu pietat de nosaltres. Mare de Déu, prega per França. A la nostra diòcesi, escenes de terror (el terme va ser reemplaçat per "moviments" després monsenyor Saliège rebés pressions) - han tingut lloc als camps de Noè i Récébédou. Els jueus són homes, els jueus són dones. Els estrangers són homes, les estrangeres són dones. Tot no està permès contra aquests homes contra aquestes dones, contra aquests pares i mares de famílies. Formen part de la raça humana. Són els nostres germans com tants altres. Un cristià no pot oblidar-ho. França, pàtria estimada que porta la consciència de tots els vostres fills la tradició del respecte de la persona humana, França caballeresca i generosa, no ho dubto, no ets responsable d'aquests horrors. (pel mateix mateix motiu, aquesta paraula va ser substituïda per " Rebeu, germans estimats, la garantia de la meva respectuosa devoció. Jules-Géraud SALIÈGE Arquebisbe de Tolosa Per llegir el proper diumenge [23 d'agost de 1942], sense comentaris. | » |

Pierre Laval, sota el pretext que els alemanys poden qüestionar la relativa autonomia de la zona desocupada, va prohibir la seva publicació per decret prefectural. Diversos pars de Saliège com monsenyor Auvity a Mende, bloquejà, a petició dels prefectes la difusió de la seva carta pastoral a la seva diòcesi a obeir la prohibició del govern. Però va ser llegida en diverses parròquies a França, aparegué a "La Semaine Catholique" i va ser emesa pel Vaticà com una emissió de la BBC de Londres (31 d'agost amb la veu de Maurici Schumann i el 9 de setembre amb la de Jean Marin). El cap de govern convocà el secretari de la Nunciatura del Vaticà per demanar-li, però en va, la jubilació forçosa de monsenyor Saliège. Monsenyor Pierre-Marie Théas, a Montauban, també va fer donar instruccions perquè es llegís a totes les parròquies per condemnar l'antisemitisme, o, més tard, a la primavera de 1943, en contra de la institució del Servei de Treball Obligatori, al qual també s'oposa a Jules Geraud Saliège.
Aquesta oposició pública a la persecució racial quedà bastant aïllada en un episcopat francès que seguia sent predominantment petainista: si «més de la meitat dels bisbes francesos van protestar contra la persecució», només cinc bisbes entre més d'un centenar van denunciar públicament els atacs antisemites; el govern va fer una forta pressió en contra d'aquestes conviccions, que trobaren ressò entre els catòlics, però el pes del cardenal Gerlier, primat de les Gàl·lies, o de monsenyor Retard a Marsella que formaren part dels protestants a protegir l'Església de la repressió immediata.

### Una acció arriscada
Conjuntament amb monsenyor Bruno de Solages, l'arquebisbe de Tolosa ajudà a protegir molts jueus i fora de la llei, col·locar-los en llocs segurs al voltant de Tolosa. El 1943, diversos sacerdots de l'Església catòlica es van esforçar per oferir certificats falsos de bateig a la seva parròquia. La mobilització de diverses congregacions i xarxes, l'assistència va créixer a la diòcesi i l'arquebisbat de Tolosa: rutes d'evacuació, passatges a Espanya a través dels circuits pirinencs, documents d'identitat, cartilles de tèxtils, certificats de baptisme falsos, camuflatge de joves en escoles i convents catòlics. A Montauban, els benedictins de Mas-Grenier, les germanes d'Auvillar, l'Institut Jeanne d'Arc, l'Institut de la Família, el seminari, el Refugi. El caputxí Dom Marie-Benoît (Pierre Péteul) aconseguí salvar prop de 4.000 persones. Altres prelats actuaren principalment a través de la motivació humanística i de la caritat, sense mostrar la seva oposició al govern de Vichy ni a l'ocupant.
Mentre que protegia els proscrits, monsenyor Saliège condemnà els actes d'agressió contra les forces d'ocupació alemanyes, mentre que segons la tradició de l'Església, que l'armistici signat havia de ser respectat, i que, a més, les poblacions civils no han d'intervenir en les guerres.
Va ser la seva acció de protecció dels jueus que convencé a la Gestapo per acabar de detenir-lo el 9 de juny de 1944. Jules Saliège només se salvà gràcies al seu estat de salut, una paràlisi de la medul·la oblongada, i a la seva edat, així com a la vigorosa protesta de la monja que estava amb ell. L'oficial alemany encarregat de la seva detenció es va retirar balbucejant que demanaria noves instruccions i mai no va tornar. D'acord amb el testimoni d'un resistent, Charles d'Aragon, monsenyor Saliège manifestà du dépit que se li allunyava «la palma del martiri».

### Un símbol moral a l'Alliberament

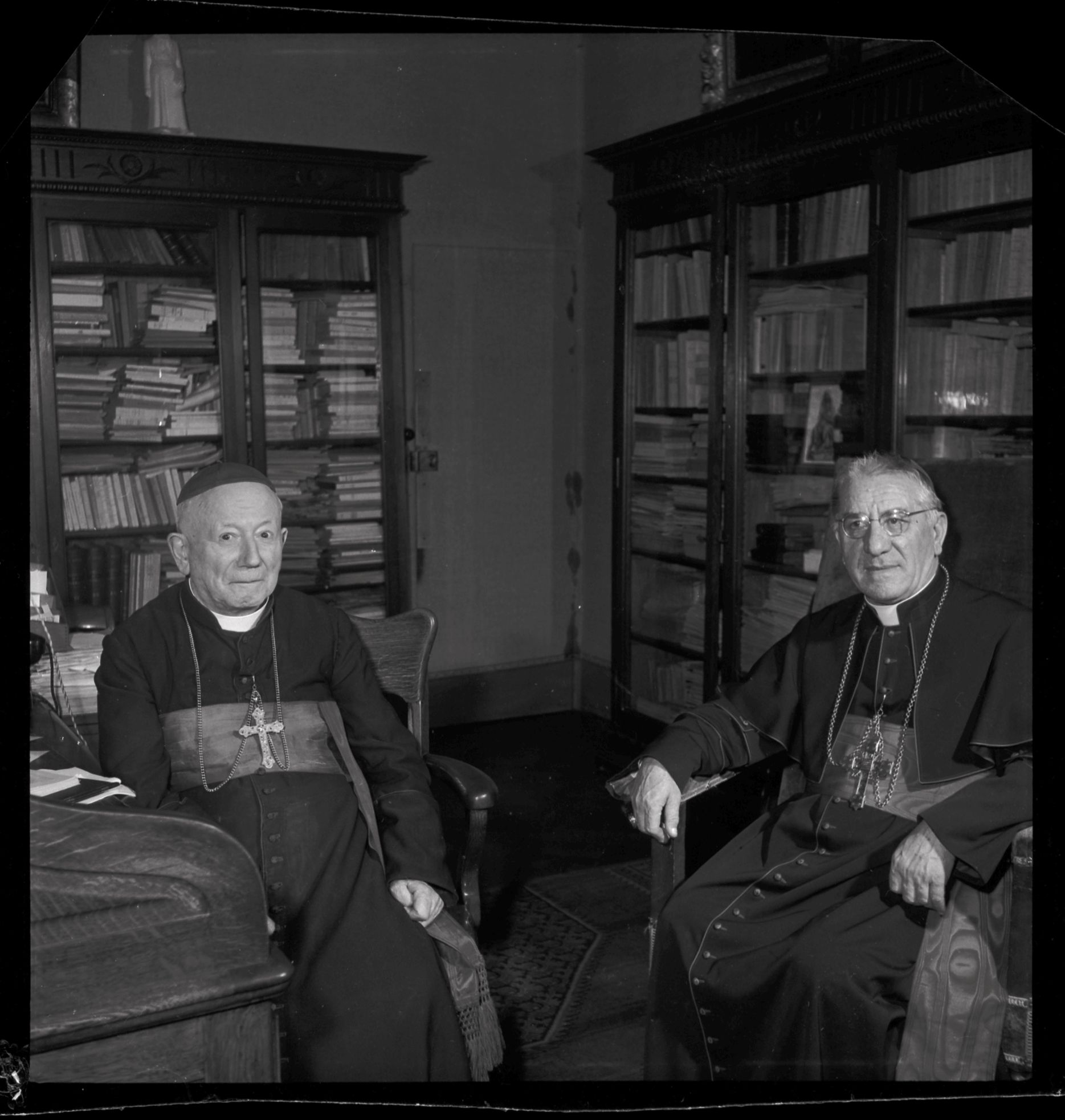
Jules Saliège i el cardenal Adeodato Giovanni Piazza en 1953

En l'Alliberament, la seva autoritat moral i la seva acció li van valer el reconeixement del general de Gaulle, que el va convertir en un company de l'Alliberament per decret del7 d'agost de 1945. L'arquebisbe va aprofitar el seu estatut per pronunciar-se contra les injustícies i la violència comeses pels partits al final de la guerra:
| « | Matem l'home que descontenta. Es mata l'home que no té opinions conformes. Es mata sense judici; matem amb judici. Matem per denunciar; matem per difamar. Es mata llançant al carrer, per la ràdio, per premsa de les paraules de l'odi […] Tots els terroristes són inhumans i condemnats pel món cristià. | » |

Després de l'Alliberament, el govern va pressionar el Vaticà, que només va reconèixer la França Lliure molt tard, per purgar el clergat i que els clergues resistents fossin creats cardenals. De Gaulle i Georges Bidault insistiren sobretot en el cas de Saliège, sobre el qual Pius XII és molt reticent. El prefecte de la Resistència, Pierre Bertaux, rebé a Tolosa el nunci Roncalli qui li digué que el Papa Pius XII es negava a crear un cardenal al que la seva discapacitat impedia que es mogués en la forma a Roma, «el Papa i ningú més és capaç de lliurar el capell de cardenal». Les autoritats del Govern Provisional van fer saber al Papa saber que es tractaria d'un error important per la imatge de l'Església a la França de l'Alliberament. Monsenyor Saliège va ser creat cardenal en el consistori del 18 de febrer de 1946, dia que rebé de les mans de Pierre Bertaux la insígnia de l'orde de l'Alliberament. El Papa finalment envia el nunci Roncalli a Tolosa de Llenguadoc per lliurar-li el capell cardenalici a l'arquebisbe. En el seu discurs, el prefecte destacà maliciosament la seva satisfacció per veure que era el nunci «ell i cap altre» qui va crear el cardenal Jules Saliège.
Jules Saliège rebé el títol de "Just entre les Nacions " pel memorial de Yad Vashem, en nom d'Israel. Diversos llocs de la regió de Tolosa porten el seu nom. Hi ha una plaça a Tolosa, a prop de la catedral de Saint Etienne, un batxillerat post-batxillerat (Prépas i BTS) a Balma, un espai cultural a Baziège. Va ser interpretat per Maurice Sarrazin en una pel·lícula de Francis Fourcou, Laurette 1942, une volontaire au camp de Récébéou.
El cardenal Jules-Géraud Saliège va fer el prefaci del llibre de Paul Démann publicat l'any 1952, "La Catequesis cristiana i la gent de la Bíblia. Resultats i perspectives" (escrit amb Renée Bloch). Aquest llibre es basa en una anàlisi de 2.000 llibres de text catòlics i enumera els passatges anti-judaisme .
El 1954, el cardenal Saliège, participant en el desenvolupament de la renovació espiritual de la seva diòcesi, va donar el vistiplau a la comunitat de les Germanetes de Maria Mare del Redemptor, fundada per la Mare Maria de la Creu, el 1939 una petita comunitat havia sorgit al voltant de Maria Nault a Tolosa.
Està enterrat al cor de la catedral de Sant-Esteve de Tolosa (volta nord). Va ser succeït pel bisbe Gabriel-Marie Garrone, el qual havia estat nomenat arquebisbe coadjutor de Tolosa el 24 de juny de 1947.

## Honors
Oficial de la Legió d'Honor
 Company de l'Alliberament per decret del 7 d'agost de 1945
 Creu de Guerra 1914-1918
 Medalla de la Resistència
 Creu del combatent voluntari de 1914-1918
 Just entre les nacions